# Stygiobates
Stygiobates is een geslacht van wantsen uit de familie van de Gerridae (schaatsenrijders). Het geslacht werd voor het eerst wetenschappelijk beschreven door John T. Polhemus & Dan A. Polhemus in 1993.

## Soorten
Het genus bevat de volgende soorten:

- Stygiobates iriana J. Polhemus & D. Polhemus, 1993
- Stygiobates iweka J. Polhemus & D. Polhemus, 2000
- Stygiobates morotai J. Polhemus & D. Polhemus, 1993
- Stygiobates mubi J. Polhemus & D. Polhemus, 2000
- Stygiobates rajana J. Polhemus & D. Polhemus, 2000